# Telipogon costaricensis
Telipogon costaricensis är en orkidéart som beskrevs av Rudolf Schlechter. Telipogon costaricensis ingår i släktet Telipogon och familjen orkidéer.
Artens utbredningsområde är Costa Rica. Inga underarter finns listade i Catalogue of Life.